# Pröhle Vilmos (orientalista)
Pröhle Vilmos (született: Prőhle Frigyes Vilmos, Fűtelek, 1871. október 29. – Berchtesgaden, 1946. október 2.) magyar orientalista, egyetemi tanár, Pröhle Vilmos író, grafikus apja.

## Származása, családja
Pröhle Vilmos édesapja, Pröhle Rudolf (1828–1906) Németországból vándorolt Magyarországra. A családnak eredetileg Morvaország és Szilézia határvidékén volt földbirtoka. A legkorábbi ismert ős Markus Pröhle volt, akinek a nemesi származású apja a családi hagyomány szerint mártírhalált halt evangélikus hitéért. Protestáns hite miatt Markus Pröhlének is üldöztetésben volt része a katolikus Habsburg Birodalomban, ezért Németországba, Brandenburgba menekült. Az ő egyik leszármazottja Heinrich Pröhle (1797–1875) lelkipásztor, akinek Rudolf fia 1828-ban született. Pröhle Vilmos apja is kezdetben lelkész volt, majd 1847–1851 táján katonai szolgálatot vállalt. A königgrätzi csatát (1866. július 3.) követően a porosz sereg tagjaként hazatért Poroszországba. A háború befejeztével átmenetileg politikai tevékenységet folytatott. Magyarországon vállalt munkát, ahol megnősült. Felesége az 1844-ben született Steiner Mária lett. Pröhle Rudolf 1906-ban, Pozsonyban hunyt el.

## Életútja

### Tudományos pályája
Középiskolai tanulmányait a soproni líceumban végezte, érettségi után pedig a Budapesti Egyetemen tanult, eredetileg francia–német szakon. 1893-tól kezdett foglalkozni a keleti nyelvekkel. Vámbéry Ármin irányítása alatt a török és a perzsa nyelvet tanulmányozta. 1895-ben doktori fokozatot szerzett török–tatár nyelvészetből, perzsa nyelv- és irodalomból, valamint indogermán összehasonlító nyelvészetből.
1899-től 1919-ig a Nyíregyházi Evangélikus Gimnáziumban tanított, majd 1908-tól a kolozsvári egyetem magántanáraként török–tatár nyelveket oktatott. 1919-től a Debreceni Egyetemen a török nyelv és irodalom nyilvános rendes tanára lett.
A turkológusként számon tartott Pröhlét 1923-ban „váratlanul és meglepő módon” kinevezték a kelet-ázsiai nyelvek és irodalmak professzorává a budapesti egyetemen, a kifejezetten az ő számára létrehozott Kelet-ázsiai Intézet élére. A kinevezés hivatalos iratanyaga szerint Japánnak a világháborúban betöltött szerepe miatt megnövekedett a nemzetközi fontossága, ezért a vallás- és közoktatásügyi miniszter, gróf Klebelsberg Kuno elhatározta egy, a japán kultúrát a középpontba helyező Kelet-ázsiai Intézet létrehozását a budapesti egyetemen. A gazdasági körülmények miatt azonban ezt csak a debreceni egyetem török tanszékének „átszervezésével”, a budapesti egyetemre költöztetésével lehetett megoldani: „annál is inkább megvalósítható, mivel a magyar királyi Pázmány Péter tudományegyetem bölcsészettudományi kara ez újonnan szervezendő tanszéket a szóban forgó átszervezendő tanszék jelenlegi tanárával, dr. Pröhle Vilmos egyetemi nyilvános rendes tanárral óhajtja betölteni.” Ligeti Lajos visszaemlékezése szerint azonban mindez Bethlen Istvánnak volt köszönhető, aki politikai okok miatt tette ezt a gesztust. Sinor Dénes is úgy tudta, hogy Pröhle kinevezése mögött valójában politikai tényezők állottak. Ő Pröhle Bethlen Istvánhoz fűződő kapcsolata mellett a Bánffy Miklóssal való jó viszonyra gyanakodott, hiszen Bánffy egy helyütt „barátjának” nevezte Pröhle Vilmost: „Pröhle Vilmos barátomtól is sokat hallottam Japánról”. A politikai tényezők mellett a turkológus Pröhlének a Kelet-ázsiai Intézet élére történt kinevezésében szerepet játszhatott, hogy az ez idő tájt Magyarországon igen népszerű turanizmus eszmerendszerén belül többen közelebbi kapcsolatot véltek a törökök és a japánok között, Pröhle pedig meggyőződésesen hitt a japán–magyar rokonságban.
Kmoskó Mihály 1931-ben bekövetkezett halálakor az egyetem Pröhlét bízta meg a megüresedett a Sémi Filológiai Tanszék helyettesként történő vezetésével is. Itt Pröhle heti három alkalommal látta el a tanszék oktatási teendőit (1931–1942). Ormos István szerint: „Valójában innen került ki hallgatóinak többsége is. A kínai és a japán iránt ugyanis alig volt érdeklődés ebben a korban, míg előszeretettel tanulták az arab nyelvet a doktori vizsgájukra készülő rabbinövendékek, és Pröhle óráit főleg ők látogatták, aki ily módon végül is turkológusként és japanológusként valamint meggyőződéses antiszemitaként elsősorban zsidó fiataloknak oktatott arab nyelvet.”
A Kelet-Ázsiai Intézet éléről Pröhle 1942-ben vonult nyugdíjba, utóda Ligeti Lajos lett, akinek ekkor létrehozták a Belső-Ázsiai Tanszéket s aki emellett a Kelet-Ázsiai Tanszéket is vezette egészen 1962-ig, amikor is kinevezték Csongor Barnabást a sinológia professzorává.
Pröhle élete során több tudományos jellegű tanulmányutat tett. Járt Törökországban (1895, 1910, 1911, 1918, 1924, 1926) és Oroszországba is többször ellátogatott. 1901 nyarán az Ural déli vidékén végzett tatár és baskír nyelvi és néprajzi tanulmányokat, 1908-ban a karacsájok, majd 1913-ban a balkárok nyelvét tanulmányozta a Kaukázusban. 1928-ban a Miniszterelnökség és a Külügyminisztérium támogatásával Japánban járt, ahol több előadást is tartott a tokiói császári egyetemen, a Vaszeda Tudományegyetemen, a japáni Történelmi Társaságban és több társadalmi egyesületben.
A kínai és a japán nyelv és irodalom hazai tanulmányozásának úttörője. Pröhle elsősorban ugyan turkológus és japanológus volt, életében mégis az a hír járta róla, hogy negyven, sőt negyvenöt nyelven tud. Fenomenális nyelvtudására Sinor Dénes is csodálattal emlékezett vissza. Említésre érdemes tudományos publikációi leginkább a turkológia tárgykörében születtek.

### Politikai tevékenysége
Pröhle 1920-tól 1922-ig Debrecen második kerületének képviselője volt a nemzetgyűlésben a Keresztény Nemzeti Egyesülés Pártjának színeiben.
Az első világháború utáni években Pröhle aktívan részt vett Burgenland megtartására irányuló erőfeszítésekben. Ő hozta létre az Etelközi Szövetséget 1919-ben, valamint az Ébredő Magyarok Egyesületének egyik vezetője (alelnök vagy igazgatóság tag) volt. Tagja volt továbbá 1920-ban a Magyar Országos Véderő Egyesület (MOVE) elnöki tanácsának, és vezetőségi tagja
volt a Magyar Tudományos Fajvédő Társaságnak is.
Pröhle a magyar nemzeti gondolat elkötelezett híve volt, amit élete későbbi szakában sikerrel tudott összhangba hozni német eredetének fokozott ápolásával. A német felmenőkkel rendelkező Pröhle tagja lett a Magyarországon élő németek körében az új német nacionalizmus elsősorban a Volksbundnak, amelynek eszméi azonban nem voltak összeegyeztethetők a magyar nacionalizmussal. Pröhlével kapcsolatban az őt még ismerő Schweitzer József és Sinor Dénes megemlítette, hogy „előszobájában otthon egy hatalmas aranyozott nyilaskereszt függött, bent pedig egy nagyméretű Hitler-portré lógott, ugyanakkor mindig visszaadta a rabbinövendékeknek a vizsgadíjat, és általában véve is feddhetetlenül, korrekt módon, „úriemberként” viselkedett velük.”
Pröhle munkatársa volt a német megszállás alatt működött Zsidókutató Magyar Intézetnek, és rendszeresen publikált az Intézet hivatalos hetilapjában, a Harcban, amely 1944. május 20-a és karácsonya között összesen 31 alkalommal jelent meg. Pröhle írásai 15 számban olvashatók június 24. és november 11. között.
A második világháború utolsó éveiben az idős Pröhle már semmilyen politikai tisztséget nem vállalt.

## Magánélete, halála
Pröhle 1896. október 17-én kötött házasságot a nála 6 évvel fiatalabb Krenn Eugéniával (1877–1922) Budapest VII. kerületében. Felesége halála után özvegyemberként egyedül nevelte hét gyermekét.
Egyik fia, Sándor (1900–1975) evangélikus lelkész, majd a magyar nyilaspárt tagja, 1939-től pedig képviselője volt. 1944-ben azonban kilépett és szembefordult a szélsőjobboldali mozgalommal és eszmerendszerrel.. A képviselőségről való lemondását követően katonai szolgálatra hívták és mint tábori lelkész került fogságba 1945 februárjában. A fogságból 1947 végén szabadult. 1948-tól Balatonszepezden legátus-lelkészi megbízást kapott. 1954 elején Budapestre költözött, ahol mezőgazdasági gépkezelő segédmunkásként dolgozott. A költőként is számontartott Pröhle Sándor 1975. március 25-én szívinfarktusban hunyt el Budapesten.
Másik fia, Vilmos, aki Sándor ikertestvére volt, ifjabb Pröhle Vilmos (1900–1952) író, grafikus lett, aki 1952-ben egy romániai internálótáborban hunyt el.
Pröhle Vilmos 1944-ben egy Budapestet ért légitámadás során megsérült, majd a benyomuló szovjet hadsereg elől menekülve még az év vége felé elhagyta Magyarországot és Bécsbe távozott. Innen 1945. április 2-án indult tovább a bajorországi Berchtesgadenbe érkezett. Életének utolsó szakaszában őt kísérő leánya, Ingeborg ápolta. Sérülése miatt, valamint a menekülés okozta testi kimerülésben itt is hunyt el 1946. október 2-án. Sírja is itt található.

## Művei
- Kemáj Bej drámái; Kunossy Ny., Bp., 1895
- Rendszeres oszmán-török nyelvtan. Pozsony, 1899
- Rendszeres franczia nyelvtan. Pozsony, 1899
- Rendszeres angol nyelvtan. Pozsony, 1899
- Baskír nyelvtanulmányok. Keleti Szemle, 1903–1905
- Rendszeres angol nyelvtan. Iskolai és magánhasználatra; 2. jav. kiad.; Stampfel, Bp., 1908
- Tatár nyelvjárási tanulmányok. Nyelvtudományi Közlemények, 1908
- Karatschajisthe Studien. Keleti Szemle, 1909
- A török irodalom története. IN: Egyetemes irodalomtörténet IV., Budapest, 1910
- Napkeletről. Budapest, 1910
- Balkanische Studien. Keleti Szemle, 1914–1915
- Studien zur Vergleichung der japanischen Sprache mit den finnisch-ugrischen und ural-altaischen. Keleti Szemle, 1917
- La vérité sur la Hongrie et sur la politique magyare. Budapest, 1919 Online
- Napkeletről; 2. bőv. kiad.; Stádium Ny., Bp., 1922
- A japáni nemzeti irodalom kis tükre; Egyetemi Ny., Bp., 1937 (Távol Kelet könyvei)
- Grundriss einer vergleichenden Syntax der uralaltaischen Sprachen mit besonderer Berücksichtigung der japanischen Sprache. Budapest, 1943
- Vergleichende Syntax der ural-altaischen turanischen Sprachen. Autograph-Ausgabe; Harrassowitz, Wiesbaden, 1978 (Bibliotheca Nostratica)